# فریتز دوری
فردریکو خوزه کارلوس تمودو «فریتز» دوری (پرتغالی: Frederico José Carlos Themudo "Fritz" d'Orey؛ زادهٔ ۲۵ مارس ۱۹۳۸ در سائو پائولو) رانندهٔ سابق مسابقات اتومبیل‌رانی فرمول یک اهل برزیل است که در فصل ۱۹۵۹ در مجموع در سه گراند پری شرکت کرد، اما موفق به کسب هیچ امتیازی نشد.